# Osservazione di Giove
Giove è un pianeta facilmente osservabile dalla Terra; esso è ben visibile nel cielo nei periodi di osservabilità come un astro di magnitudine apparente −2,5, e presenta un diametro apparente che oscilla tra i 44 e i 49 secondi d'arco. Già puntando il pianeta con un binocolo di discrete dimensioni è possibile discernere i quattro satelliti galileiani, i quali presentano visibili variazioni di posizione con il passare delle ore.

## Storia

### Nell'antichità
Il pianeta è ben conosciuto sin dai primordi dell'umanità, data la sua grande luminosità che lo rende molto ben visibile ad occhio nudo nel cielo notturno.
Una delle prime civiltà a studiare i moti di Giove, e più in generale di tutti i pianeti visibili ad occhio nudo (Mercurio, Venere, Marte, Giove per l'appunto e Saturno), fu quella assiro-babilonese. Gli astronomi di corte dei re babilonesi riuscirono a determinare con precisione il periodo sinodico del pianeta; inoltre, si servirono del suo moto attraverso la sfera celeste per definire le dodici costellazioni dello zodiaco. Tuttavia, la scoperta negli archivi reali di Ninive di tavolette recanti precisi resoconti di osservazioni astronomiche e il frequente rinvenimento di parti di strumentazioni a probabile destinazione astronomica, come lenti di cristallo di rocca e tubi d'oro (datati al I millennio a.C.), indussero alcuni archeoastronomi ad ipotizzare che la civiltà assira fosse già in possesso di un "prototipo" di cannocchiale, con il quale si ritiene sia stato possibile osservare anche Giove. Il fisico G. A. Kryala, dell'Università dell'Arizona, ritiene che grazie a queste strumentazioni gli astronomi babilonesi siano riusciti, postulando che il pianeta orbitasse attorno al Sole secondo un'orbita circolare e anticipando così di diversi secoli la formulazione dell'ipotesi del sistema eliocentrico, a scoprire che Giove era il pianeta più grande tra i cinque allora conosciuti. Secondo Kryala, sebbene diverse tavolette cuneiformi fossero un segreto di Stato, molte informazioni probabilmente giunsero ai Greci.
È ben noto l'alto livello raggiunto dall'astronomia cinese nei primi secoli avanti Cristo. Gli astronomi imperiali cinesi riuscirono a ricavare in maniera precisa i periodi sinodici ed orbitali dei pianeti visibili ad occhio nudo; all'astronomo Shi Shen (IV secolo a.C.) è attribuita in particolare la prima misurazione del periodo orbitale di Giove, che egli quantificò in 12 anni. Nel 1980 lo storico cinese Xi Zezong ha annunciato che Gan De, astronomo contemporaneo di Shi Shen, sarebbe riuscito ad osservare almeno uno dei satelliti di Giove già nel 362 a.C. a occhio nudo, presumibilmente Ganimede, schermando la vista del pianeta con un albero o qualcosa di analogo. In effetti i satelliti medicei hanno una luminosità apparente inferiore alla magnitudine 6 (il limite di visibilità ad occhio nudo), che li renderebbe teoricamente visibili ad occhio nudo, se non fosse per l'intensa luminosità del pianeta, che sovrasta quella dei satelliti. Considerazioni recenti, mirate a valutare il potere risolutivo dell'occhio umano, sembrerebbero tuttavia indicare che la combinazione della ridotta distanza angolare tra Giove ed ognuno dei suoi satelliti e della luminosità del pianeta (anche nelle condizioni in cui questa sia minima) renderebbe impossibile per un uomo riuscire ad individuarne uno.

### Dall'avvento del telescopio
Simon Marius pubblicò nel 1614 il Mundus Iovialis, in cui asserisce di aver scoperto le quattro lune maggiori verso la fine del novembre 1609 (circa cinque settimane prima di Galileo) ma di avere iniziato a registrare le sue osservazioni solamente nel gennaio 1610, in contemporanea con Galileo. Dal momento che Marius non pubblicò i risultati delle sue osservazioni sino a quando Galilei non rese noti i suoi, è impossibile attestare la veridicità dell'affermazione.
Tale affermazione lo portò ad un'accesa disputa con lo scienziato pisano, il quale accusò Marius, nella Prefazione de Il Saggiatore (1623), di aver copiato i suoi lavori, sostenendo che il Mundus Iovialis fosse un plagio del suo Sidereus Nuncius. Scrive Galileo:
La storiografia moderna reputa plausibile che Marius abbia sì scoperto le lune di Giove indipendentemente da Galileo, ma almeno qualche giorno dopo l'italiano.
L'utilizzo e il potenziamento del cannocchiale, inventato nel 1608 dall'ottico olandese Hans Lippershey, permise a Galileo Galilei di scoprire, nel 1610, quattro dei 79 satelliti del pianeta: Io, Europa, Ganimede e Callisto; si trattava della prima osservazione dettagliata di un pianeta del sistema solare e dei relativi satelliti. Galileo battezzò gli astri appena individuati in un primo tempo Cosmica Sidera («stelle di Cosimo»), in onore del granduca Cosimo II, e successivamente Medicea Sidera («stelle medicee»), in onore dell'intera casata dei Medici; fu però Simon Marius, che si attribuì la paternità della scoperta dei satelliti (vedi box al lato), a conferire nel 1614 i nomi mitologici attualmente in uso a ciascuno di essi.

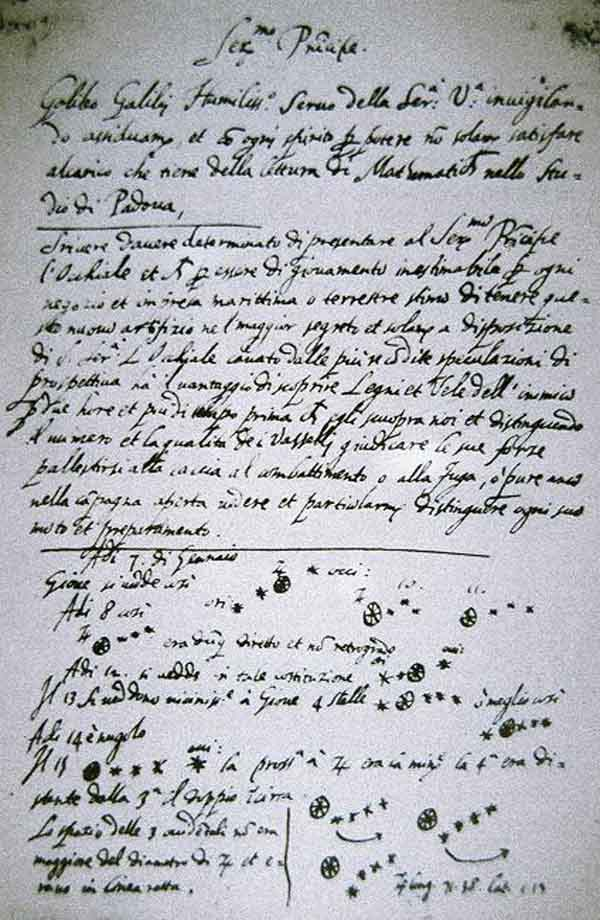
Replica di un carteggio autografo di Galileo sulla scoperta dei quattro satelliti medicei e delle loro orbite attorno a Giove. NASA

La scoperta dei satelliti medicei fu la dimostrazione definitiva del superamento della teoria geocentrica e fu una delle prime prove dirette della validità dell'ipotesi eliocentrica copernicana, sebbene anche il sistema ticonico riuscisse a spiegare altrettanto bene il sistema di lune di Giove senza rinunciare alla centralità della Terra. La scoperta delle lune gioviane, assieme alle altre esposte nel Sidereus Nuncius, valse a Galileo una grande fama, tanto che nel 1611 papa Paolo V lo accolse trionfalmente a Roma, e il principe Federico Cesi lo rese membro dell'Accademia dei Lincei.
Nell'autunno del 1639 l'ottico napoletano Francesco Fontana, noto per aver diffuso il telescopio a oculare convergente (kepleriano), testando un telescopio di 22 palmi di sua produzione, scoprì le caratteristiche bande dell'atmosfera del pianeta. Per dimostrare la qualità del suo telescopio al Granduca di Toscana Ferdinando II, Fontana scrive una lettera, recentemente riportata alla luce nell'Archivio di Stato di Firenze, alla quale è allegato un disegno di Giove, realizzato da lui stesso, che costituisce la più antica raffigurazione delle bande del pianeta.
Negli anni sessanta del XVII secolo l'astronomo Gian Domenico Cassini, utilizzando un nuovo telescopio, scoprì che la superficie di Giove era caratterizzata da bande e macchie colorate, e che il pianeta stesso ha la forma di uno sferoide oblato. L'astronomo riuscì poi a determinarne il periodo di rotazione, e nel 1690 scoprì che l'atmosfera è soggetta a una rotazione differenziale. L'astronomo italiano è inoltre accreditato come lo scopritore, assieme, ma indipendentemente, a Robert Hooke, della Grande Macchia Rossa.
Sia Giovanni Alfonso Borelli sia lo stesso Cassini stesero subito precise relazioni sul movimento dei quattro satelliti galileiani, riuscendo a calcolarne la posizione con grande accuratezza. Tuttavia nel trentennio 1670-1700, si osservò che, quando Giove si trova in un punto dell'orbita prossimo alla congiunzione col Sole, si registra nel transito dei satelliti un ritardo di circa 17 minuti rispetto alle previsioni. L'astronomo danese Ole Rømer ne dedusse che la visione di Giove non fosse istantanea (conclusione che Cassini aveva precedentemente respinto), e che dunque la luce avesse una velocità finita (indicata con c); fu principalmente osservando le occultazioni da parte del pianeta del suo satellite più interno, Io, che il danese arrivò a formulare questa ipotesi e a intraprendere i primi calcoli del valore di c nel 1676.

### Ottocento e Novecento
Dopo due secoli privi di significative scoperte, il farmacista Heinrich Schwabe disegnò la prima carta completa di Giove, comprendente anche la Grande Macchia Rossa, e la pubblicò nel 1831. Le osservazioni della tempesta hanno permesso di registrare dei momenti in cui essa appariva più debole (come tra il 1665 e il 1708, nel 1883 ed all'inizio del XX secolo), ed altri in cui appariva rinforzata, tanto da risultare molto ben evidente all'osservazione telescopica (come nel 1878).

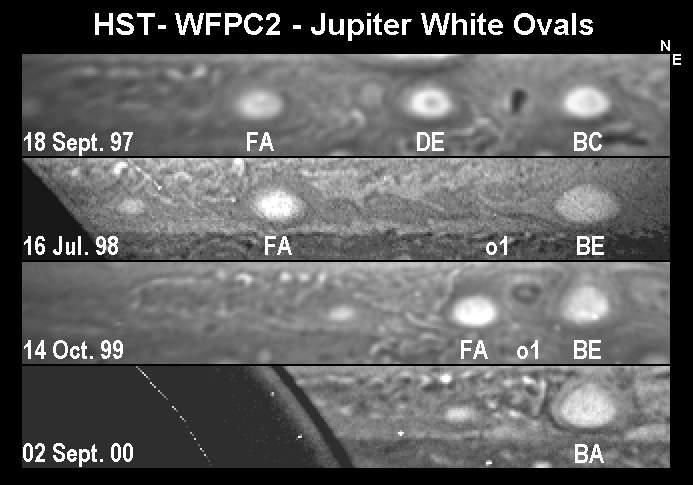
La formazione dell'Ovale BA da tre ovali biancastri precedenti. NASA

Nel 1892 Edward Emerson Barnard scoprì grazie al telescopio rifrattore da 910 mm dell'Osservatorio Lick la presenza attorno al pianeta di un quinto satellite; la luna appena scoperta fu in seguito ribattezzata Amaltea. In seguito sono stati scoperti altri otto satelliti durante il fly-by della sonda Voyager 1 nel 1979.
Nel 1932 Rupert Wildt identificò, analizzando lo spettro del pianeta, delle bande di assorbimento proprie dell'ammoniaca e del metano. Sei anni dopo furono osservate, a sud della Grande Macchia Rossa, tre tempeste anticicloniche che apparivano come dei particolari ovali biancastri. Per diversi decenni le tre tempeste sono rimaste delle entità distinte, non riuscendo mai a fondersi pur avvicinandosi periodicamente; tuttavia, nel 1998, due di questi ovali si sono fusi, assorbendo infine anche il terzo nel 2000 e dando origine a quella tempesta che oggi è nota come Ovale BA.
Nel 1955 Bernard Burke e Kenneth Franklin individuarono dei lampi radio provenienti da Giove alla frequenza di 22,2 MHz; si trattava della prima prova dell'esistenza della magnetosfera gioviana. La conferma giunse quattro anni dopo, quando Frank Drake ed Hein Hvatum scoprirono le emissioni radio decimetriche.
Nel periodo compreso tra il 16 e il 22 luglio 1994 oltre 20 frammenti provenienti dalla cometa Shoemaker-Levy 9 collisero con Giove in corrispondenza del suo emisfero australe; fu la prima osservazione diretta della collisione tra due oggetti del sistema solare. L'impatto fu molto importante in quanto permise di ottenere importanti dati sulla composizione dell'atmosfera gioviana.

## Caratteristiche osservative

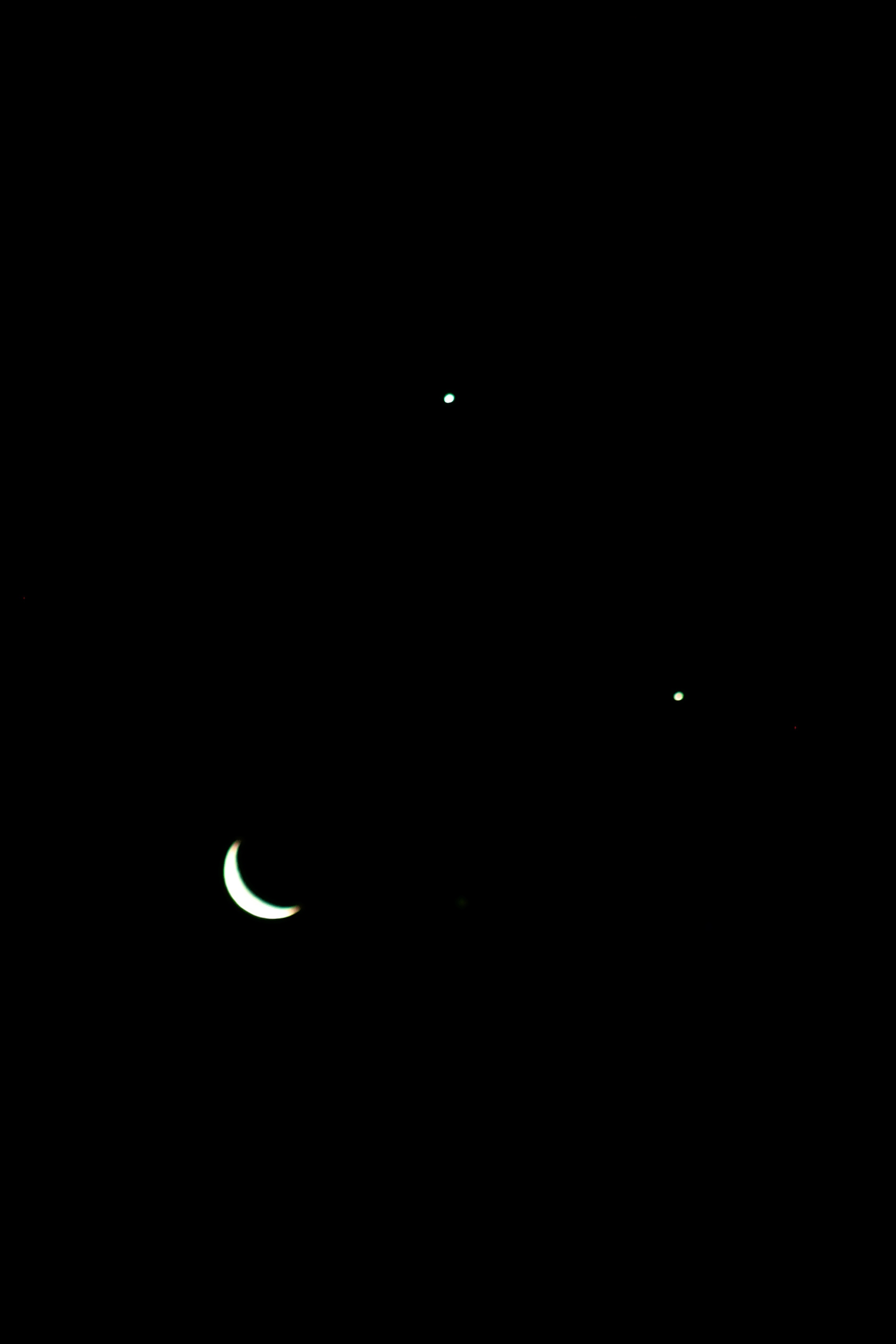
La famosa congiunzione della Luna con Venere (in alto) e Giove del dicembre 2008, soprannominata Smile.

Giove appare ad occhio nudo come un astro biancastro molto brillante, a causa della sua elevata albedo. È il quarto oggetto più brillante nel cielo, dopo il Sole, la Luna e Venere; qualora quest'ultimo si trovi in condizioni di inosservabilità (in corrispondenza delle congiunzioni), Giove assolve il ruolo di "stella del mattino" o "stella della sera". La sua magnitudine apparente varia, a seconda della posizione durante il suo moto di rivoluzione, da −1,6 a −2,8, mentre il suo diametro apparente varia tra 29,8 e 50,1 secondi d'arco; tuttavia Marte, in occasione delle rare "grandi opposizioni", arriva a superare, seppur di poco, la luminosità di Giove, raggiungendo la magnitudine −2,9. I periodi più propizi per osservare il pianeta corrispondono alle opposizioni, che si verificano ogni qual volta Giove transita al perielio; queste circostanze, in cui l'astro raggiunge le dimensioni apparenti massime, consentono all'osservatore amatoriale, munito delle adeguate attrezzature, di scorgere più facilmente gran parte delle formazioni che caratterizzano la superficie visibile del pianeta. Occasionalmente, è possibile osservare il pianeta anche durante il dì, a patto che il Sole sia molto basso sull'orizzonte.
Il periodo sinodico del pianeta è di 398,88 giorni, al termine dei quali il corpo celeste inizia una fase di moto retrogrado, in cui sembra spostarsi all'indietro nel cielo notturno, rispetto allo sfondo delle stelle "fisse", eseguendo una sorta di traiettoria sigmoide. Giove, nei 12 anni circa della propria rivoluzione, attraversa tutte le costellazioni dello zodiaco.
Poiché l'orbita di Giove è esterna all'orbita terrestre, l'angolo di fase gioviano visto dal nostro pianeta non è mai superiore a 11,5° ed è quasi sempre vicino allo zero, ovvero il pianeta appare quasi sempre completamente illuminato; fu solo durante le missioni spaziali verso il pianeta che fu fotografata una sua fase crescente.

### Giove al telescopio

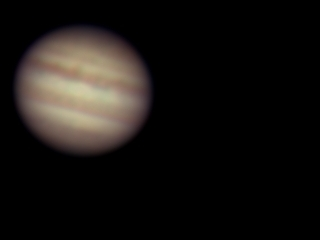
Giove al telescopio, visto da terra.

Il pianeta è interessante da un punto di vista osservativo in quanto già con piccoli strumenti è possibile rivelarne alcuni caratteristici dettagli superficiali. La visione al telescopio permette di osservare numerosi dettagli dell'atmosfera gioviana. Un telescopio da 60 mm permette già di osservare le caratteristiche bande nuvolose e, qualora le condizioni atmosferiche siano perfette, anche la caratteristica più nota del pianeta, la Grande Macchia Rossa; essa però è maggiormente visibile con un telescopio di 25 cm di apertura, che consente di osservare meglio le nubi e le formazioni più fini del pianeta.
Con l'ausilio di strumenti di diametro superiore ai 150 mm è possibile scorgere variazioni nella conformazione delle bande con la visione dei festoni; l'atmosfera del pianeta presenta altri dettagli interessanti come la Grande Macchia Rossa e le WOS, cicloni che percorrono la superficie del pianeta.
Seguendo uno studio periodico (conducendo cioè una campagna di osservazione astronomica) è possibile riscontrare una variazione del colore e della luminosità delle bande di Giove. Molte di esse tendono a scomparire per poi riprendere colore dopo alcuni anni; anche la Macchia Rossa mostra variazioni di colore.
Sono poi spettacolari i fenomeni legati ai satelliti galileiani, come i transiti e le occultazioni. Nella loro rotazione attorno al pianeta, i satelliti vengono infatti periodicamente occultati dal disco planetario o proiettano la loro ombra. Risulta affascinante osservare l'apparizione o la sparizione dei satelliti secondo i dati contenuti nelle effemeridi.

## Osservazione a più lunghezze d'onda

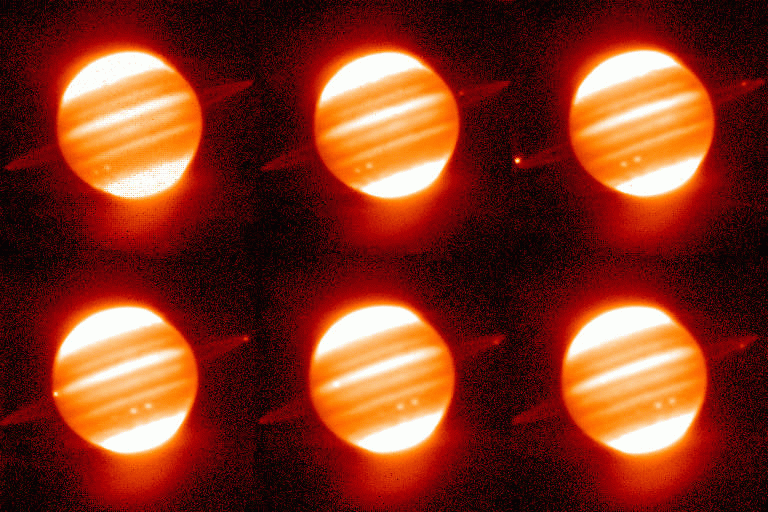
Una serie di immagini che inquadrano Giove e il suo sistema di anelli nell'infrarosso riprese nel 1994 dall'Infrared Telescope Facility nelle Hawaii.

Il pianeta risulta osservabile non solo nel visibile, ma anche ad altre lunghezze d'onda dello spettro elettromagnetico, principalmente nell'infrarosso. L'osservazione a più lunghezze d'onda si rivela utile soprattutto nell'analisi della struttura e della composizione dell'atmosfera del pianeta.
L'indagine infrarossa, effettuata sia per mezzo di strumenti spettroscopici a Terra sia mediante telescopi spaziali e sonde automatizzate, ha consentito di analizzare diversi aspetti della struttura dell'atmosfera e dei fenomeni meteorologici che la caratterizzano, come particolari strutture, dette hot spots,  che appaiono scure e confinano in direzione sud i pennacchi nuvolosi posti al limite settentrionale della zona equatoriale; inoltre ha permesso di scoprire che la Grande Macchia Rossa è più fredda della maggior parte delle altre nubi sul pianeta, segno del fatto che raggiunge altitudini maggiori. L'astronomia infrarossa ha inoltre permesso di osservare delle forti emissioni termiche, concentrate in prevalenza lungo la fascia equatoriale, e di rintracciare nella termosfera la presenza del catione idrogenonio (H3+), responsabile di forti emissioni nell'infrarosso medio a lunghezze d'onda comprese tra 3 e 5 μm.
Nell'infrarosso è stato anche possibile studiare il tenue sistema di anelli che circonda il pianeta, sia tramite osservazioni da terra (condotte soprattutto dai telescopi Keck alla lunghezza d'onda di 2,27 µm), sia tramite sonde semiautomatiche (Galileo), e di rintracciare la presenza di aurore polari; queste ultime sono però state messe meglio in evidenza grazie al contributo della radioastronomia e dell'astronomia ultravioletta, che ha permesso anche di individuare nell'atmosfera del gigante gassoso tracce di benzene e altri idrocarburi più complessi.

## Osservazione dei satelliti principali
Secondo fonti storiche, dei quattro satelliti medicei, Ganimede sarebbe visibile ad occhio nudo in condizioni osservative ideali e se l'osservatore fosse dotato di una vista acuta; infatti, le sue prime osservazioni potrebbero risalire all'astronomo cinese Gan De, nel 364 a.C. che sarebbe riuscito a vedere il satellite schermando la vista di Giove con un albero o qualcosa di analogo. Anche gli altri tre satelliti sarebbero in teoria visibili ad occhio nudo, raggiungendo una magnitudine apparente inferiore alla 6ª - che corrisponde al limite di visibilità - se non fossero nascosti dalla luminosità di Giove. Considerazioni recenti, mirate a valutare il potere risolutivo dell'occhio nudo sembrerebbero tuttavia indicare che la combinazione della ridotta distanza angolare tra Giove ed ognuno dei suoi satelliti e della luminosità del pianeta (anche valutando le condizioni in cui questa sarebbe minima) renderebbero impossibile per un uomo riuscire ad individuare uno dei satelliti.

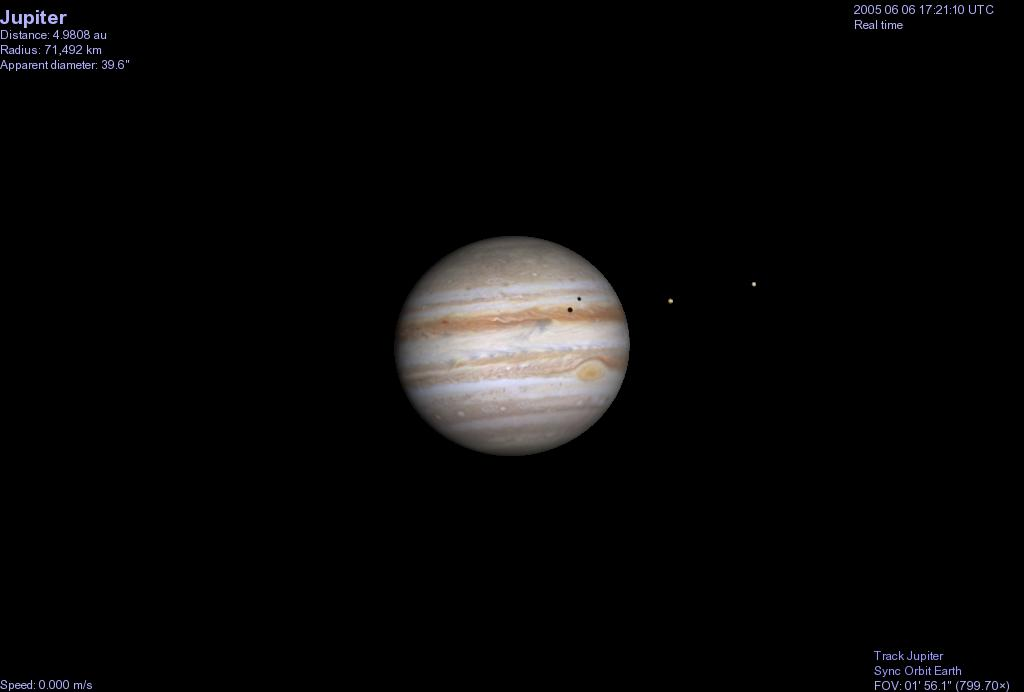
Simulazione di un transito doppio sul disco di Giove

Il transito di Io sulla superficie del pianeta del 10 febbraio 2009.

Un binocolo 10x50 o un piccolo telescopio rifrattore consentono già di osservare i satelliti medicei, che appaiono come una fila di quattro piccoli punti luminosi, disposti lungo il prolungamento dell'equatore del pianeta. Poiché essi orbitano abbastanza velocemente intorno al pianeta, è possibile notarne i movimenti già tra una notte e l'altra: il più interno, Io, arriva a compiere tra una notte e la successiva quasi un'orbita completa. È proprio osservando questo moto che Ole Rømer arrivò a scoprire che la luce possiede una velocità finita.
Ogni 5,93 anni la Terra si trova per alcuni mesi in prossimità del piano su cui giacciono le orbite dei satelliti medicei. In questa occasione è possibile assistere a transiti ed eclissi tra i satelliti e Giove ed anche tra i satelliti stessi. Queste occultazioni mutue sono state utilizzate per confrontare i satelliti in albedo. Questi fenomeni non sono rari, anzi ne possono capitare anche qualche centinaio durante una fase di periodico allineamento. È in generale complesso osservare l'eclissi di una luna per opera di un'altra luna, perché l'ombra del corpo anteriore non è visibile sullo sfondo dello spazio finché il corpo posteriore non l'attraversa; di più semplice osservazione è il caso in cui l'eclissi avvenga mentre l'ombra del corpo anteriore ed il corpo celeste posteriore stiano transitando sul disco di Giove. Sebbene raro, è possibile che si verifichi l'eclissi di un satellite per opera di un altro, mentre le ombre di entrambi stiano transitando sul disco di Giove. Durante questo evento, avvenuto ad esempio l'11 giugno 1991 tra Io e Ganimede, si osservano le due ombre raggiungersi ed unirsi, mentre il satellite più interno diventa scuro. Un'altra rara possibilità è che un satellite esterno sia occultato da un satellite più interno eclissato a sua volta da Giove.
La prima osservazione scientificamente registrata dei satelliti medicei, e la loro scoperta, avvenne nel 1610 per opera di Galileo Galilei. L'11 gennaio 1610 Galileo osservò quelle che credette essere tre stelle vicino a Giove, la notte seguente ne individuò una quarta e notò che avevano mutato posizione. Continuò quindi le osservazioni e nelle notti seguenti notò che la loro posizione relativa rispetto a Giove mutava coerentemente con oggetti che fossero in orbita attorno al pianeta (conclusione a cui giunse già il 15 gennaio): a volte precedevano, a volte seguivano Giove, ma sempre ad uguali intervalli; non si allontanano mai oltre un certo limite dal pianeta, e questo limite era caratteristico del singolo oggetto. Dopo aver raccolto 65 osservazioni, riportò la notizia della scoperta degli "Astri Medicei" (in onore di Cosimo II de' Medici) nel Sidereus Nuncius.

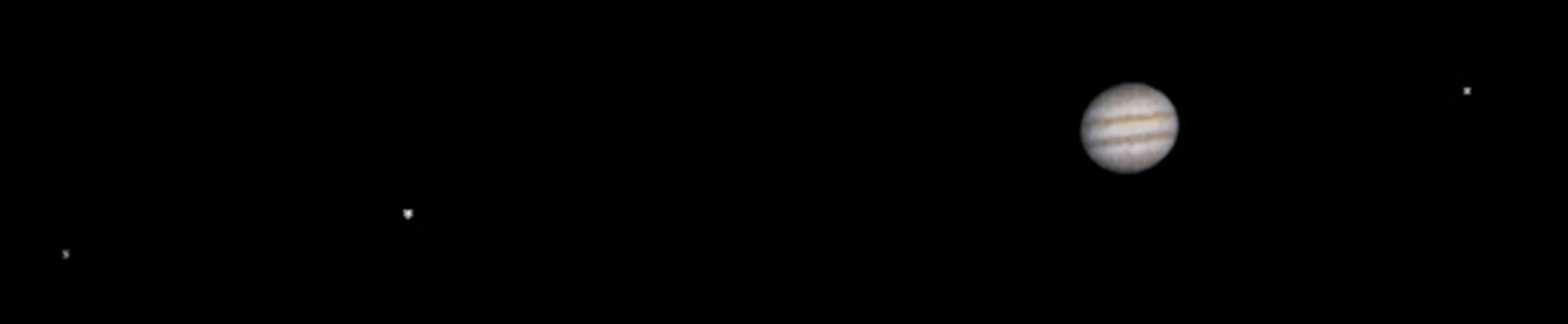
Callisto, Ganimede, Giove ed Europa al telescopio.

## Bibliografia

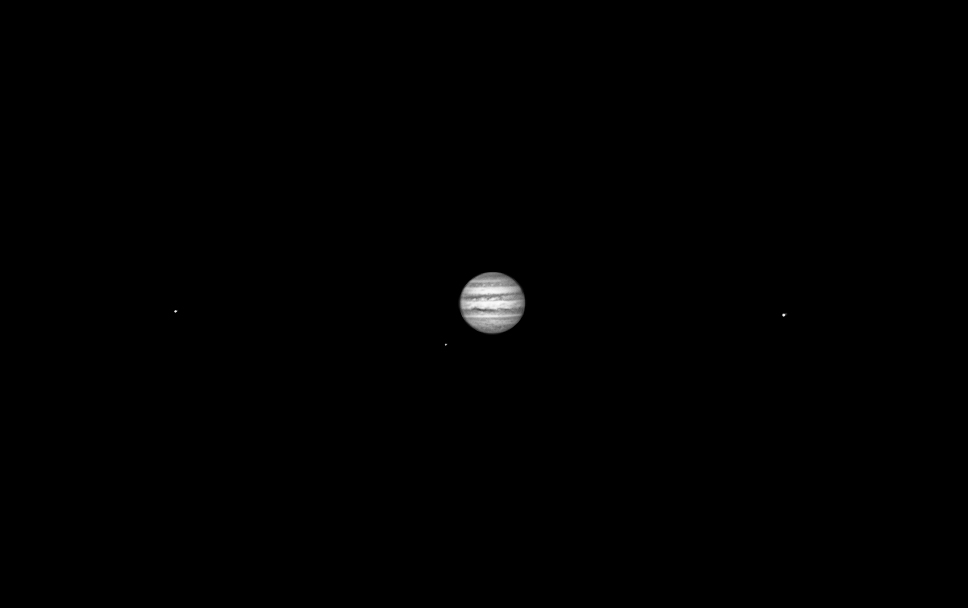
Europa, Callisto, Giove e Ganimede al telescopio.

### Titoli generali
- (EN) Albrecht Unsöld, The New Cosmos, New York, Springer-Verlag, 1969.
- H. L. Shipman, L'Universo inquieto. Guida all'osservazione a occhio nudo e con il telescopio. Introduzione all'astronomia, Bologna, Zanichelli, 1984, ISBN 88-08-03170-5.
- (EN) Stephen Hawking, A Brief History of Time, Bantam Books, 1988, ISBN 0-553-17521-1.
- H. Reeves, L'evoluzione cosmica, Milano, Rizzoli–BUR, 2000, ISBN 88-17-25907-1.
- AA.VV, L'Universo - Grande enciclopedia dell'astronomia, Novara, De Agostini, 2002.
- J. Gribbin, Enciclopedia di astronomia e cosmologia, Milano, Garzanti, 2005, ISBN 88-11-50517-8.
- W. Owen, et al, Atlante illustrato dell'Universo, Milano, Il Viaggiatore, 2006, ISBN 88-365-3679-4.
- M. Rees, Universo. Dal big bang alla nascita dei pianeti. Dal sistema solare alle galassie più remote, Milano, Mondadori Electa, 2006,  p. 512.

### Titoli specifici

#### Sul sistema solare
- M. Hack, Alla scoperta del sistema solare, Milano, Mondadori Electa, 2003,  p. 264.
- F. Biafore, In viaggio nel sistema solare. Un percorso nello spazio e nel tempo alla luce delle ultime scoperte, Gruppo B, 2008,  p. 146.
- (EN) Vari, Encyclopedia of the Solar System, Gruppo B, 2006,  p. 412, ISBN 0-12-088589-1.

#### Sul pianeta
- (EN) Bertrand M. Peek, The Planet Jupiter: The Observer's Handbook, Londra, Faber and Faber Limited, 1981, ISBN 0-571-18026-4, , OCLC 8318939.
- (EN) Eric Burgess, By Jupiter: Odysseys to a Giant, New York, Columbia University Press, 1982, ISBN 0-231-05176-X.
- (EN) John H. Rogers, The Giant Planet Jupiter, Cambridge, Cambridge University Press, 1995, ISBN 0-521-41008-8, , OCLC 219591510.
- (EN) Reta Beebe, Jupiter: The Giant Planet, 2ª ed., Washington, Smithsonian Institute Press, 1996, ISBN 1-56098-685-9.
- (EN) AA.VV., The New Solar System, a cura di Kelly J. Beatty; Carolyn Collins Peterson; Andrew Chaiki, 4ª ed., Massachusetts, Sky Publishing Corporation, 1999, ISBN 0-933346-86-7, , OCLC 39464951.
- (EN) D. C. Jewitt; S. Sheppard ; C. Porco, F. Bagenal; T. Dowling; W. McKinnon, Jupiter: The Planet, Satellites and Magnetosphere (PDF), Cambridge, Cambridge University Press, 2004, ISBN 0-521-81808-7 (archiviato dall'url originale il 14 giugno 2007).
- (EN) Linda T. Elkins-Tanton, Jupiter and Saturn, New York, Chelsea House, 2006, ISBN 0-8160-5196-8.